# Rodolfo Gigli
Rodolfo Gigli, detto anche Nando (Viterbo, 24 giugno 1935 – Viterbo, 30 ottobre 2023), è stato un politico italiano, sindaco di Viterbo dal 30 settembre 1970 al 28 luglio 1975 e presidente della Regione Lazio dal 27 luglio 1990 al 5 agosto 1992.

## Biografia
Esponente della Democrazia Cristiana, è stato sindaco di Viterbo dal 1970 al 1975. Eletto successivamente consigliere regionale per la Regione Lazio, ha, tra l'altro, ricoperto a lungo l'incarico di assessore regionale alla Sanità; quindi, nei primi anni novanta, è stato presidente della Regione Lazio e poi presidente del Consiglio regionale del Lazio.
Passato successivamente in Forza Italia, alle elezioni politiche del 2001 è stato eletto alla Camera dei Deputati nel collegio uninominale di Tarquinia, sostenuto dalla Casa delle Libertà (in quota FI).
Nel 2004 diventa nuovamente consigliere comunale a Viterbo.
Nel 2005 si dimette da deputato e opta per riassumere la carica di consigliere regionale della Regione Lazio, dove è confermato anche nel 2010, peraltro nelle file dell'UDC.
Alle elezioni amministrative del 2008 si ricandida come sindaco di Viterbo, con il sostegno dell'Unione di Centro di Pier Ferdinando Casini, ottenendo il 7,8% dei voti, piazzandosi al terzo posto e non accedendo al ballottaggio.